# Paracephaelis trichantha
Paracephaelis trichantha là một loài thực vật có hoa trong họ Thiến thảo. Loài này được (Baker) De Block mô tả khoa học đầu tiên năm 2003.